# Flaxweiler
Flaxweiler (en luxembourgeois : Fluessweiler ) est une localité luxembourgeoise et le chef-lieu de la commune portant le même nom situées dans le canton de Grevenmacher.
Le village de Flaxweiler proprement dit compte environ 500 habitants et la population de la commune s’élève à environ 1 850 résidents.

## Géographie

### Sections de la commune
- Beyren
- Flaxweiler (siège)
- Gostingen
- Niederdonven
- Oberdonven

### Voies de communication et transports
La commune est traversée par l'autoroute A1 et est reliée à la route nationale N1 par les nombreux chemins repris la traversant.
La commune est desservie par le Régime général des transports routiers (RGTR). En outre, elle opère un service « City-Bus » sur réservation, le « Flaxbus ».

## Toponymie
Le nom de Flaxweiler dérive, quant à son radical Weiler, de Wilra, Wilre ou Vilare et, quant à son préfixe Flax, de la plante de lin appelée en allemand Flachs ayant été cultivée en ce lieu autrefois.

## Politique et administration

### Liste des bourgmestres[4]
| Identité                      | Période          | Période  | Durée           | Étiquette |
| Identité                      | Début            | Fin      | Durée           | Étiquette |
| ----------------------------- | ---------------- | -------- | --------------- | --------- |
| Michel Metzdorf (d)           | 1806             | 1810     | 4 ans           |           |
| Pierre Stemper (d)            | 1810             | 1812     | 2 ans           |           |
| Jean Nielles (d)              | 1813             | 1816     | 3 ans           |           |
| François Strasser (d)         | 1816             | 1819     | 3 ans           |           |
| Jean Huberty (d)              | 1819             | 1825     | 6 ans           |           |
| Jean Peters (d)               | 1825             | 1830     | 5 ans           |           |
| Michel Pettinger (d)          | 1830             | 1839     | 9 ans           |           |
| Jean Peters (d)               | 1840             | 1848     | 8 ans           |           |
| Michel Pettinger (d)          | 1848             | 1854     | 6 ans           |           |
| Jean-Pierre Huberty (d)       | 1854             | 1867     | 13 ans          |           |
| Michel Engel (d)              | 1867             | 1876     | 9 ans           |           |
| Antoine Boss (d)              | 1876             | 1887     | 11 ans          |           |
| Adolphe Musquar (d)           | 1889             | 1895     | 6 ans           |           |
| Jean Molitor (d)              | 1896             | 1928     | 32 ans          |           |
| Michel Schirtz (d)            | 1929             | 1941     | 12 ans          |           |
| Jean Sturm (d)                | 1945             | 1945     | moins d’un an   |           |
| Edouard Steffes (d)           | 1946             | 1965     | 19 ans          |           |
| Eugène Kauffmann (d)          | 1966             | 1970     | 4 ans           |           |
| Roger Lenert (d) (né en 1938) | 1970             | 2005     | 35 ans          | CSV       |
| Théo Weirich (d)              | 2005             | 2017     | 12 ans          |           |
| Roger Barthelmy (d)           | 14 novembre 2017 | En cours | 7 ans et 4 mois | SÉ        |

## Population et société

### Démographie
L'évolution du nombre d'habitants est connue à travers les recensements de la population effectués dans le pays depuis 1821. Les recensements décennaux de la population permettent de caler les chiffres sur la composition de la population par sexe, âge, nationalité et commune de résidence. Entre deux recensements, la population au 1er janvier de l’année {\displaystyle x} est évaluée en ajoutant à la population au 1er janvier de l’année {\displaystyle x-1} les soldes naturel (naissances {\displaystyle -} décès) et migratoire (arrivées {\displaystyle -} départs) de l'année. La même méthode est appliquée pour la répartition par âge au 1er janvier et les effectifs totaux par nationalité. Depuis le 1er septembre 2023, le Luxembourg dénombre 100 communes.
Au 1er janvier 2024, la commune comptait 2 199 habitants.
| 1821  | 1851  | 1871  | 1880  | 1890  | 1900  | 1910  | 1922  | 1930  |
| ----- | ----- | ----- | ----- | ----- | ----- | ----- | ----- | ----- |
| 1 347 | 2 215 | 1 933 | 1 932 | 1 715 | 1 750 | 1 739 | 1 655 | 1 535 |

| 1935  | 1947  | 1960  | 1970  | 1978  | 1979  | 1981  | 1983  | 1984  |
| ----- | ----- | ----- | ----- | ----- | ----- | ----- | ----- | ----- |
| 1 549 | 1 397 | 1 265 | 1 163 | 1 135 | 1 072 | 1 077 | 1 030 | 1 030 |

| 1985  | 1986  | 1987  | 1988  | 1989  | 1990  | 1991  | 1992  | 1993  |
| ----- | ----- | ----- | ----- | ----- | ----- | ----- | ----- | ----- |
| 1 030 | 1 050 | 1 040 | 1 048 | 1 073 | 1 087 | 1 153 | 1 172 | 1 174 |

| 1994  | 1995  | 1996  | 1997  | 1998  | 1999  | 2000  | 2001  | 2002  |
| ----- | ----- | ----- | ----- | ----- | ----- | ----- | ----- | ----- |
| 1 221 | 1 253 | 1 294 | 1 320 | 1 346 | 1 385 | 1 409 | 1 413 | 1 428 |

| 2003  | 2004  | 2005  | 2006  | 2007  | 2008  | 2009  | 2010  | 2011  |
| ----- | ----- | ----- | ----- | ----- | ----- | ----- | ----- | ----- |
| 1 502 | 1 582 | 1 609 | 1 642 | 1 715 | 1 737 | 1 743 | 1 725 | 1 769 |

| 2012  | 2013  | 2014  | 2015  | 2016  | 2017  | 2018  | 2019  | 2020  |
| ----- | ----- | ----- | ----- | ----- | ----- | ----- | ----- | ----- |
| 1 814 | 1 838 | 1 890 | 1 890 | 1 978 | 2 060 | 2 109 | 2 145 | 2 148 |

| 2021  | 2022  | 2023  | 2024  | - | - | - | - | - |
| ----- | ----- | ----- | ----- | - | - | - | - | - |
| 2 158 | 2 154 | 2 193 | 2 199 | - | - | - | - | - |

Pour des raisons techniques, il est temporairement impossible d'afficher le graphique qui aurait dû être présenté ici.

## Économie
La commune fait partie de la zone d'appellation du Crémant de Luxembourg.